# 德元埤水庫

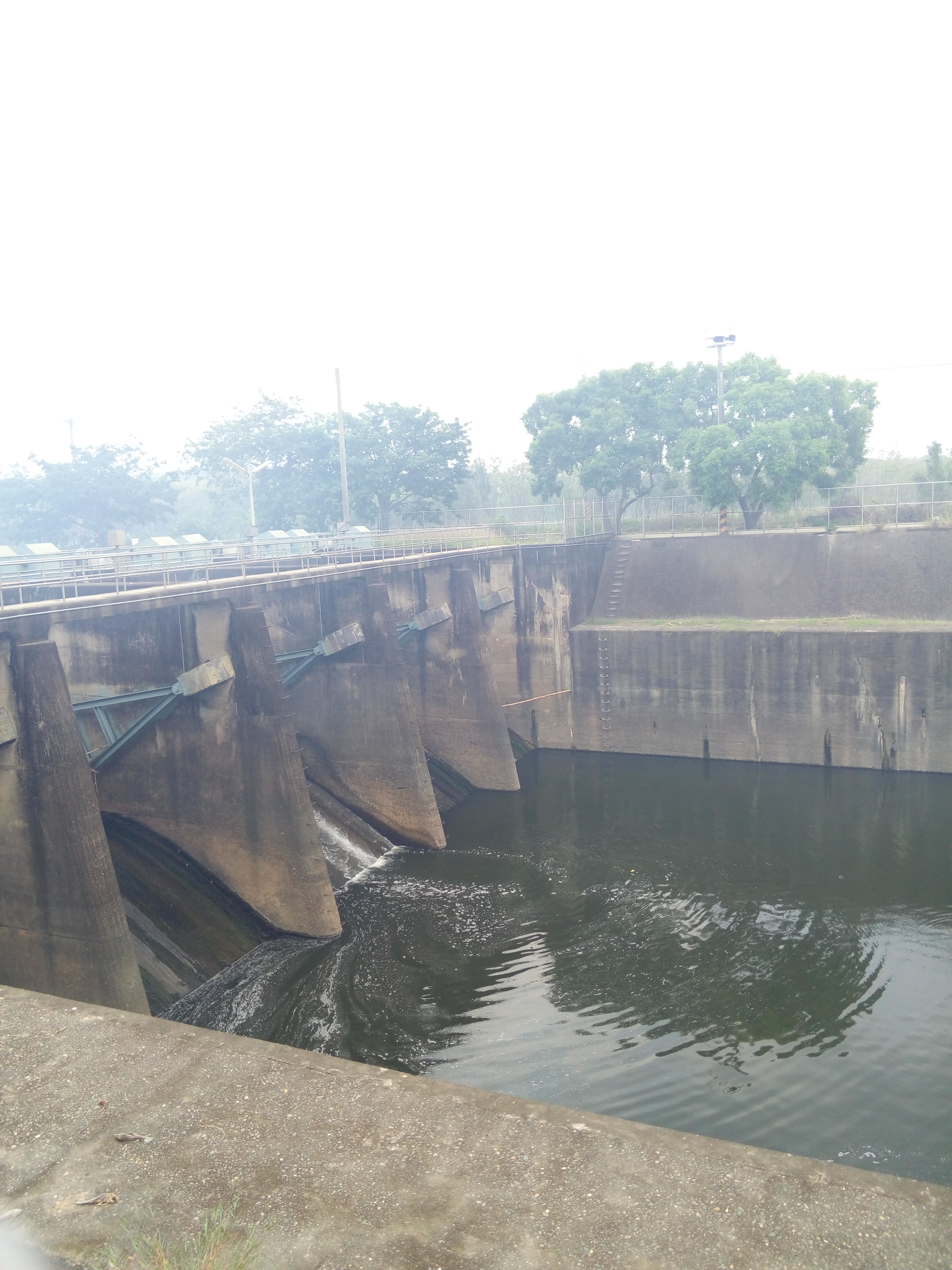
德元埤水庫洩洪道，形式為閘門控制式

德元埤水庫，是臺灣的一座小型水庫，位於臺南市柳營區東南約2公里處，係攔截龜子港排水上游9條支流而形成珊瑚狀之埤塘。德元埤水庫之名稱係源自興建者「劉德元」。

## 沿革
台灣清治時期咸豐年間，柳營地方人士劉德元獨資興建土壩蓄水供附近一千公頃農田灌溉之用，不過四年後即被洪水沖毀。日本時期由台灣製糖株式會社（現台糖公司）加以修復。1953年，鄉長劉敏樹、縣議員侯文成等提倡籌建水庫，組成水庫建設籌備委員會，最後測定將原劉德元建築堤地點，重新設計建造堤壩及閘水門築成一水庫，於1956年竣工，仍命名為德元埤。

## 結構
蓄水最高水位為14.12公尺，水量385萬立方公尺。集水面積32.11平方公里，滿水位標高14公尺、滿水位面積為147.37公頃。